# Malý Kriváň (Hohe Tatra)
Der Malý Kriváň (deutsch Kleiner Krivan bzw. Kleines Krummhorn/Ochsenhorn, ungarisch Kis-Kriván, polnisch Mały Krywań) ist ein 2334,5 m n.m. (nach anderen Quellen 2330 m n.m. oder 2334 m n.m.) hoher Berg in der Hohen Tatra in der Slowakei. 

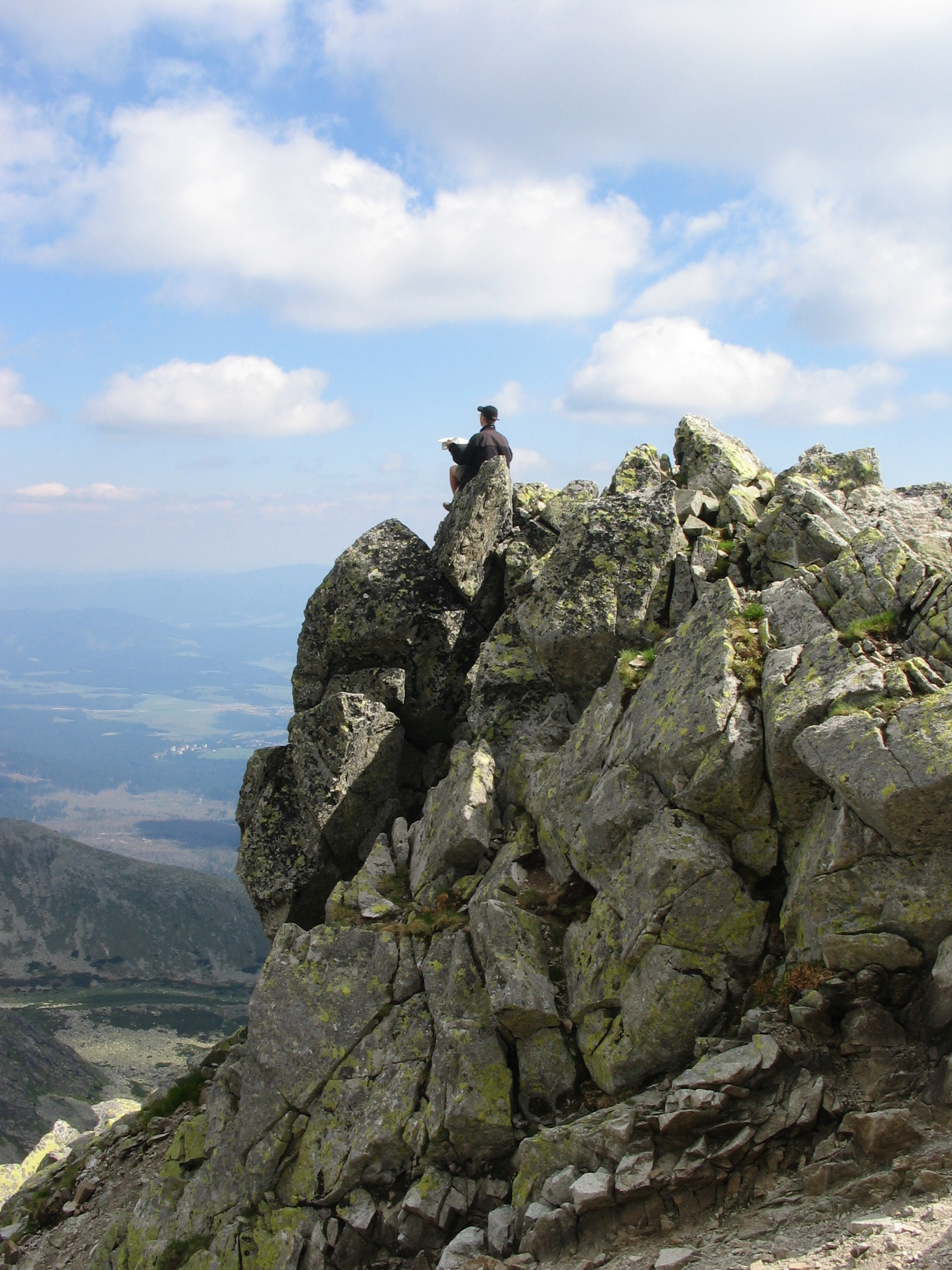
Gipfel des Malý Kriváň

Er befindet sich auf dem Grat Pavlov chrbát, der südwärts vom Gipfel des Kriváň verläuft. Unmittelbar nördlich liegt der Sattel Daxnerovo sedlo (2319 m n.m.), weiter südlich wird der Grat breiter und trägt dort den Namen Nad Pavlovou. Ein kleiner, nach Südwesten verlaufender Rücken sinkt allmählich Richtung Rinne Krivánsky žľab, der Osthang fällt hingegen steil zum See Krivánske Zelené pleso im oberen Talabschluss von Važecká dolina ab.
Der Berg erhielt seinen Namen als tiefer gelegener Vorberg des Kriváň, es ist jedoch anzumerken, dass bis zur zweiten Hälfte des 19. Jahrhunderts Namensformen wie Kriwan minor, Krivánik (slowakisches Diminutiv von Kriváň) und ähnlich den Berg Krátka (2374 m n.m.) weiter östlich bezeichneten. Am südlichen Hang des Malý Kriváň befinden sich Überreste des einstigen Bergbaus (Gold, Antimon).
Um den Berg herum führt der blau markierte Wanderweg vom See Jamské pleso zum Gipfel des Kriváň.